# Stephen Batchelor
Stephen James „Steve” Batchelor (ur. 22 czerwca 1961 w Beare Green) – brytyjski hokeista na trawie. Dwukrotny medalista olimpijski.
Występował w napadzie. Grał w reprezentacji Wielkiej Brytanii (66 razy) i Anglii (48 spotkań), z drugą był m.in. wicemistrzem świata w 1986 i medalistą mistrzostw Europy. Brał udział w trzech igrzyskach (IO 84, IO 88, IO 92), dwa razy zdobywał medale: brąz w 1984 oraz złoto w 1988.